# 1825 en France
Chronologie de la France
- 1821
- 1822
- 1823
- 1824
- 1825
- 1826
- 1827
- 1828
- 1829

Cette page concerne l'année 1825 du calendrier grégorien.

## Événements
- 15 janvier : loi sur la liste civile[1].
- 16 janvier : ordonnance du roi sur les haras. Organisation de concours hippiques dans huit « arrondissements » dans le but d’améliorer la race chevaline[2].
- 14 avril : Honoré de Balzac s’associe avec Urbain Canel et Augustin Delongchamps pour acheter une imprimerie où ils vont publier les grandes œuvres classiques[3].

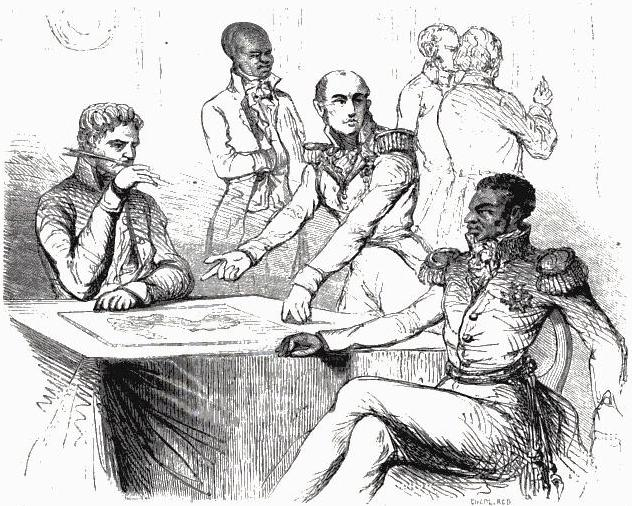
Le baron de Mackau et Jean-Pierre Boyer lors de la négociation du traité franco-haïtien de 1825.

- 17 avril : ordonnance royale « concédant » l’indépendance d'Haïti contre le paiement d’une indemnité[4]. Charles X menace de reconquérir Haïti et envoie une flotte de 14 vaisseaux commandée par le baron de Mackau qui mouille devant Port-au-Prince le 3 juillet. Le président Jean Pierre Boyer doit signer un traité selon lequel la France ne reconnaissait l’indépendance du pays qu’en échange d’une indemnité de 150 millions de francs-or (la somme sera ramenée en 1838 à 90 millions de francs). l'ordonnance est entérinée par le sénat  haïtien le 11 juillet[5].
  - Les opposants d’extrême droite se déchaînent contre la proposition de Villèle qui accorde, selon eux, une prime à l’insurrection à des esclaves révoltés, assassins et spoliateurs de Français[6].
  - La reconnaissance de l’indépendance de Saint-Domingue amène l’émission d’un emprunt de 150 millions de francs destiné à indemniser les colons, qui ne sera pas honoré par la république d’Haïti. L’indemnisation des propriétaires fonciers victimes des mesures révolutionnaires coûte bien plus cher (loi sur le milliard)[6].
- 20 avril : loi sur le sacrilège[7] ; elle condamne à mort les profanateurs d’objets consacrés.
- 21 avril : troubles à Rouen , au sujet d'une représentation du Tartuffe interdite par les autorités[7].
- 27 avril : loi sur l'indemnisation des Émigrés d'un montant d'un milliard[8].
- Avril : publication posthume du Nouveau christianisme du comte de Saint-Simon, livre qui résume sa doctrine[9].

- 1er mai : loi relative à la faculté de conversion des rentes 5 % en inscriptions de rente 3 %[7].

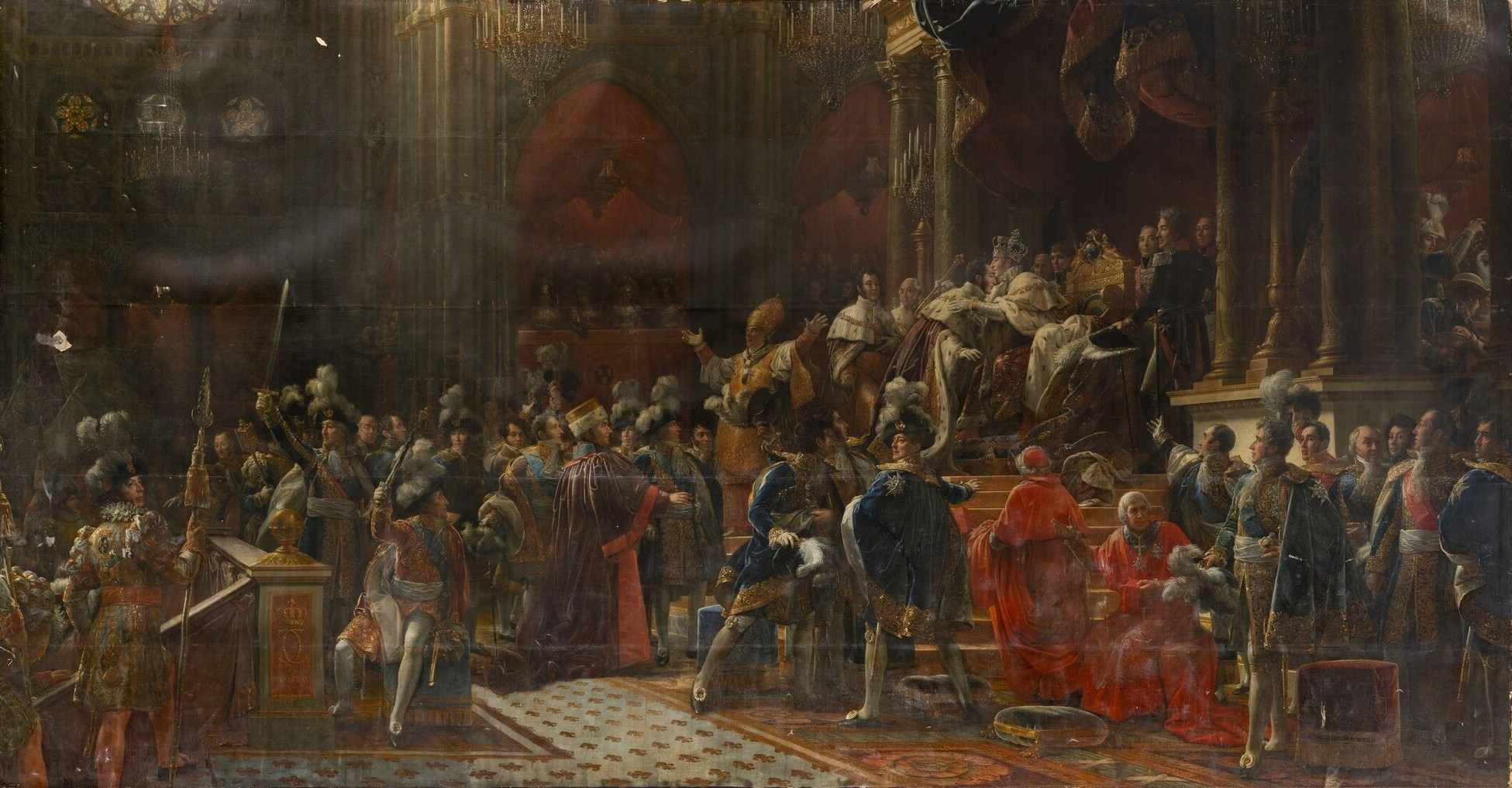
Couronnement de Charles X, toile de 1827

- 19 mai : mort de Claude-Henri de Rouvroy de Saint-Simon[10].
- 22 mai : obsèques, purement civiles, de Claude-Henri de Rouvroy de Saint-Simon au Père Lachaise, en présence d'Auguste Comte, d'Augustin Thierry, du Dr Bailly et de Léon Halévy[11].
- 29 mai : sacre de Charles X, dans la cathédrale de Reims[7], à l'occasion duquel le cardinal de La Fare prononce un grand discours fort remarqué.

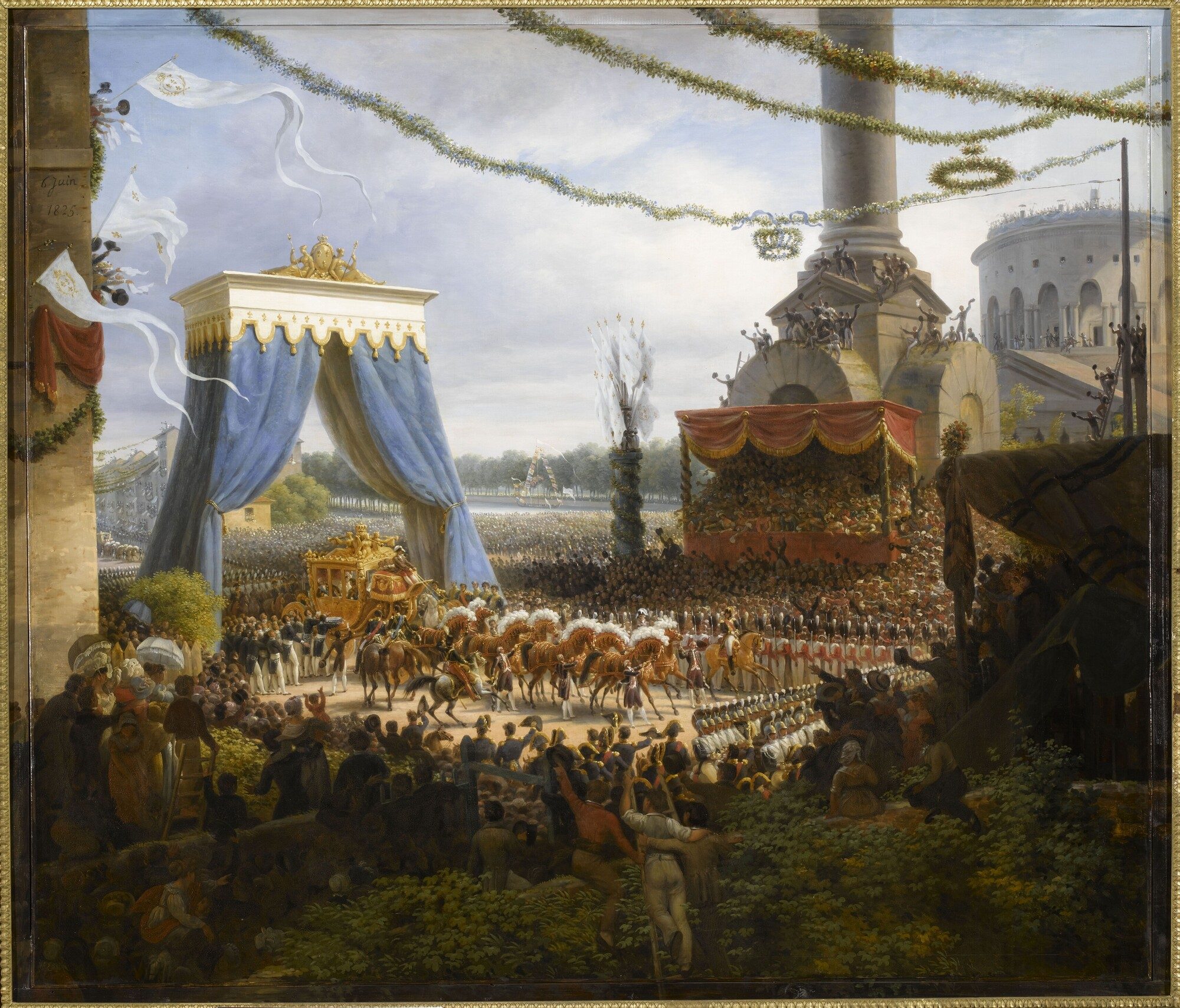
Entrée de Charles X à Paris, par la barrière de la Villette, après son sacre. 6 juin 1825, Louis-François Lejeune.

- 1er juillet : fondation à Lille des Établissements Kuhlmann qui deviendront le premier groupe chimique français[12].

- 27 juillet : incendie de Salins, détruite aux deux tiers par le feu[7].

- 25 août : inauguration du premier pont suspendu en France entre Tournon et Tain-l'Hermitage sur le Rhône construit par l'ingénieur français Marc Seguin[13].

- 23 septembre : visite du roi de Prusse à Paris[7].

- 8 octobre : troubles à Rouen à l'occasion du passage de La Fayette, de retour des États-Unis[7].

- 30 novembre : 60 000 à 100 000 personnes participent à Paris aux obsèques du général d'Empire Maximilien Sébastien Foy[14].
- 24 décembre : coalition des ouvriers des mines de houille et de la manufacture de glaces de Commentry dans l’Allier. Le procureur du roi est sur les lieux pour diriger les poursuites[15].